# 서울혜화경찰서
서울혜화경찰서(서울惠化警察署, Seoul Hyehwa Police Station)는 서울특별시경찰청이 관할하는 경찰서 중 하나이다. 서울종로경찰서와 함께 서울특별시 종로구를 관할한다. 서울특별시 종로구 창경궁로 112-16 (인의동)에 위치하고 있다. 서울시 종로구 375  동묘역앞으로 임시이전함.
서장은 총경으로 보한다.

## 연혁
- 1945년 10월 21일: 국립경찰 창설로 동대문경찰서 개서
- 1956년 8월 15일: 동대문구 일부 및 종로구 일부 관할 변경(청량리경찰서 신설)
- 1978년 3월 25일: 신축 청사 이전
- 2006년 3월 1일: 관할구역 조정 및 명칭변경에 따라 현재 명칭으로 변경

## 조직
| - 112종합상황실 - 청문감사관 - 경무과 - 생활안전과 | - 여성청소년과 - 수사과 - 형사과 | - 경비과 - 교통과 - 정보보안과 |

## 관할 파출소
서울혜화경찰서는 8개 파출소를 산하에 두고 있다.
| 명칭          | 사진 | 주소                      | 관할구역 | 치안센터        |
| ------------- | ---- | ------------------------- | --- | --------------- |
| 혜화파출소    |      | 창경궁로 279 (혜화동)     | 혜화동 |                 |
| 대학로파출소  |      | 이화장2길 33 (동숭동)     | 명륜2가,4가 일부, 와룡동 일부, 권농동 일부, 동숭동, 이화동일부, 연건동 일부, 원남동 일부, 충신동 일부       |                 |
| 명륜파출소    |      | 성균관로 78 (명륜1가)     | 명륜1가~4가 일부                                                                                            |                 |
| 종로5가파출소 |      | 동호로 407 (종로5가)      | 훈정동, 봉익동, 인의동, 연지동, 예지동 전부, 원남동, 묘동, 와룡동, 권농동, 연건동, 효제동, 종로3가~5가 일부 | 종로3가치안센터 |
| 효제파출소    |      | 종로41나길 24-6 (종로6가) | 효제동, 충신동, 종로5가, 연건동, 이화동 일부, 종로6가                                                       |                 |
| 창신파출소    |      | 지봉로13길 20-12 (창신동) | 창신1동, 숭인2동 일부, 창신3동, 숭인1동                                                                     |                 |
| 덕산파출소    |      | 창신길 98 (창신동)        | 창신2동 |                 |
| 동묘파출소    |      | 종로58가길 19 (숭인동)    | 창신1동, 숭인2동 일부                                                                                       |                 |

## 같이 보기
- 서울특별시경찰청
- 서울종로경찰서